# Ґуркі (Косьцерський повіт)
Ґуркі (пол. Górki) — село в Польщі, у гміні Карсін Косьцерського повіту Поморського воєводства.
Населення — 414 осіб (2011).
У 1975-1998 роках село належало до Гданського воєводства.

## Демографія
Демографічна структура станом на 31 березня 2011 року:
|          | Загалом | Допрацездатний вік | Працездатний вік | Постпрацездатний вік |
| -------- | ------- | ------------------ | ---------------- | -------------------- |
| Чоловіки | 211     | 62                 | 132              | 17                   |
| Жінки    | 203     | 62                 | 105              | 36                   |
| Разом    | 414     | 124                | 237              | 53                   |